# Rudolf von Miller
Rudolf Rupert von Miller (* 5. November 1899 in München; † 12. Dezember 1996 in Niederpöcking am Starnberger See) war ein deutscher Ingenieur und Unternehmer.

## Leben
Rudolf von Miller war das siebte Kind des Ingenieurs Oskar von Miller und dessen Ehefrau, der Malerin Marie von Miller geborene Seitz. Er studierte nach abgelegtem Abitur Maschinenbau und Elektrotechnik an der Technischen Hochschule München, die er 1924 und 1925 jeweils mit dem Erwerb des akademischen Grad Diplom-Ingenieur abschloss. Dem Studium folgten eine halbjährige Ingenieurtätigkeit bei General Electric und eine ausgedehnte Studienreise. 1927 trat er ins väterliche Ingenieurbüro Oskar von Miller GmbH ein und erhielt dort 1930 Prokura. Nach dem Tod seines Vaters im Jahr 1934 leitete er gemeinsam mit seinem Bruder Walther das Unternehmen bis in die 1970er Jahre.
Rudolf von Miller engagierte sich zusätzlich über 50 Jahre ehrenamtlich in verschiedenen Gremien beim von seinem Vater 1903 gegründeten Deutschen Museum in München, für dessen Wiederaufbau sowie Neugestaltung er nach dem Zweiten Weltkrieg unter anderem mit der Installierung der Abteilungen für Kernenergie und Raumfahrt mitverantwortlich zeichnete. Rudolf von Miller war darüber hinaus seit 1953 Sekretär, später Präsident des deutschen Komitees der Weltenergiekonferenz. Ebenfalls 1953 wurde er Sekretär der Internationalen Kommission für große Talsperren. 1962 erfolgte seine Bestellung zum Vorsitzenden des gemeinnützigen Vereins VDI-Ingenieurhilfe e. V. Für die Vereinten Nationen war er mehrfach als Gutachter tätig.
Der Verein Deutscher Ingenieure (VDI) ernannte Rudolf von Miller 1969 zu seinem Ehrenmitglied. 1970 wurde er mit der Ehrendoktorwürde des in Collegeville im US-Bundesstaat Pennsylvania ansässigen Ursinus College, mit dem Bayerischen Verdienstorden sowie mit dem Goldenen Ehrenring des Deutschen Museums ausgezeichnet. 1974 wurde er zum Ehrenmitglied des Deutschen Museums ernannt. Der VDI-Ingenieurhilfe e. V. ehrte ihn 1975 mit der Ehrenmitgliedschaft.
Rudolf von Miller, der seit 1928 mit Emmy geborene Rossmann verheiratet war, mit der er drei Kinder hatte, starb 1996 im Alter von 97 Jahren in Niederpöcking am Starnberger See.